# 反公地悲剧
反公地悲剧（tragedy of the anticommons）是1998年由美国教授Heller提出的。它是指本应公有的产权由于细分化、私有化导致社会未能充分利用资源的情形。是由公地悲剧产生的衍生词汇。
与公地悲剧中由于资源过度利用所产生的问题相反，反公地悲剧是由于权利者较多，而权利者之间互相妨碍彼此对资源的利用，导致资源无法被充分利用甚至闲置而对社会利益造成损失。两者都是由未能处理好私有产权和公有产权间的关系所产生的问题。

## 在知识产权中的体现
例如，随着研究等私有化的推进，研究成果得以受到知识产权的保护，但另一方面却导致在对研究成果和技术的利用上的制约，使得有用的科研成果及技术无法（即时）为社会所用。
更何况，与知识产权有关的权力关系通常都是非常复杂的，因此，即使与产权所有者进行交涉，为了成功所需付出的各种成本（谈判成本、资金成本等）也往往很高，并且效率极其低下。
再者，一些企业可能会由于害怕抵触其他业者、竞争对手或专利巨魔所掌握的专利而在开拓新领域的事业上犹豫不前。另一方面，也产生出为了取得业者间发生知识产权纠纷时实行互换专利权的交涉材料、而大量取得自己并不付诸使用的专利权，而对其他业者的活动造成阻碍的现象。

## 相关项目
- 公地悲剧
- 公共物品
- 搭便车问题
- 社会两难处境
- 博弈论